# 內政部民政司
內政部民政司（簡稱民政司）是中華民國內政部所管轄的行政業務機關。

## 沿革
- 1912年1月，依《中華民國臨時政府組織大綱》成立中華民國臨時政府內閣，大總統下設立「內務部」。8月，內務部分設總務廳及民治、職方、警政、土木、禮俗、衛生等六司，其中民治司管理地方行政、選舉、國籍、戶籍、自治團體、徵兵、社會救濟等業務。
- 1913年12月，整併成民治、警政、職方、考績四司，民治司增加禮俗業務。
- 1914年7月，復設典禮司，禮俗業務再移出。
- 1928年4月，國民政府於南京成立後，內務部亦改組為「內政部」。12月，依組織法下設秘書處及總務司、統計司、民政司、土地司、警政司、禮俗司。
- 1949年，禮俗司、戶政司（1942年增設）併入民政司。
- 1954年，復設戶政司，戶政業務再移出。
- 1955年，增設役政司，徵兵業務移出。
- 1980年，中央選舉委員會成立，民政司保留選舉制度部份，但選舉事務部份交由中選會。
- 1981年3月2日，內政部營建署成立，國家公園業務交由營建署辦理。
- 1987年7月，增設山地行政科辦理原住民行政業務。
- 1989年，《人民團體法》修正增列政治團體後，增加政黨及全國性政治團體業務。
- 1994年12月，配合《中華民國憲法》第三次增修，山地行政科更改原住民行政科。
- 1996年12月，行政院原住民委員會成立，原住民行政科業務與人員移撥給原民會。
- 1999年7月，配合臺灣省政府功能業務與組織調整，原臺灣省政府民政廳業務及人員併入內政部民政司，改為內政部民政司中部辦公室。
- 2005年2月，總統令修正公布《文化資產保存法》，內政部民政司古蹟及民俗業務移交行政院文化建設委員會，史蹟維護科裁撤，禮儀民俗科更名為禮制行政科，並將殯葬業務由禮儀民俗業務中抽出而增設殯葬管理科。

## 組織
- 司長
  - 副司長（司本部）
    - 專門委員
    - 簡任視察

行政業務單位
司本部
- 地方建設科
- 公民參政科
- 地方制度科
- 行政區劃科
- 政黨輔導科
- 轉型正義權利回復科

## 外部連結
- （繁體中文）（英文）內政部民政司全球資訊網